# Serbia en los Juegos Olímpicos
Serbia en los Juegos Olímpicos está representada por el Comité Olímpico de Serbia, miembro del Comité Olímpico Internacional desde el año 1912. Los deportistas serbios han competido bajo diferentes banderas: en 1912 bajo la del Reino de Serbia, de 1920 a 1988 como Yugoslavia, en 1992 con la denominación de Participantes Olímpicos Independientes, de 1996 a 2002 nuevamente como Yugoslavia, y de 2004 a 2006 como Serbia y Montenegro.
Ha participado en 6 ediciones de los Juegos Olímpicos de Verano, su primera presencia tuvo lugar en Estocolmo 1912. El país ha obtenido un total de 29 medallas en las ediciones de verano: 9 de oro, 8 de plata y 12 de bronce.
En los Juegos Olímpicos de Invierno ha participado en 4 ediciones, siendo Vancouver 2010 su primera aparición en estos Juegos. El país no ha conseguido ninguna medalla en las ediciones de invierno.

## Medalleros

### Por edición
| Evento              | Oro | Plata | Bronce | Total |
| ------------------- | --- | ----- | ------ | ----- |
| Estocolmo 1912      | 0   | 0     | 0      | 0     |
| 1920 – 1988         | –   | –     | –      | –     |
| Barcelona 1992      | –   | –     | –      | –     |
| 1996 – 2000         | –   | –     | –      | –     |
| Atenas 2004         | –   | –     | –      | –     |
| Pekín 2008          | 0   | 1     | 2      | 3     |
| Londres 2012        | 1   | 1     | 2      | 4     |
| Río de Janeiro 2016 | 2   | 4     | 2      | 8     |
| Tokio 2020          | 3   | 1     | 5      | 9     |
| París 2024          | 3   | 1     | 1      | 5     |
| TOTAL               | 9   | 8     | 12     | 29    |

| Evento           | Oro | Plata | Bronce | Total |
| ---------------- | --- | ----- | ------ | ----- |
| Vancouver 2010   | 0   | 0     | 0      | 0     |
| Sochi 2014       | 0   | 0     | 0      | 0     |
| Pyeongchang 2018 | 0   | 0     | 0      | 0     |
| Pekín 2022       | 0   | 0     | 0      | 0     |
| TOTAL            | 0   | 0     | 0      | 0     |

### Por deporte
Deportes de verano
| Evento     | Oro | Plata | Bronce | Total |
| ---------- | --- | ----- | ------ | ----- |
| Atletismo  | 0   | 0     | 1      | 1     |
| Baloncesto | 0   | 1     | 3      | 4     |
| Karate     | 1   | 0     | 0      | 1     |
| Lucha      | 1   | 0     | 1      | 2     |
| Natación   | 0   | 1     | 0      | 1     |
| Piragüismo | 0   | 1     | 0      | 1     |
| Taekwondo  | 2   | 2     | 1      | 5     |
| Tenis      | 1   | 0     | 1      | 2     |
| Tiro       | 1   | 2     | 2      | 5     |
| Voleibol   | 0   | 1     | 1      | 2     |
| Waterpolo  | 3   | 0     | 2      | 5     |
| TOTAL      | 9   | 8     | 12     | 29    |